# Cecropis
Cecropis este un gen de păsări din familia de rândunele Hirundinidae, care se găsesc în Africa și Asia tropicală. Arealul rândunecii roșcate se extinde și în sudul Europei și (în număr mic) în Australia. Acest gen este adesea inclus în genul mai mare Hirundo.
Genul Cecropis a fost introdus de zoologul german Friedrich Boie în 1826. Specia tip a fost ulterior desemnată drept rândunica cu coroană roșie (Cecropis cucullata) de către zoologul italian Tommaso Salvadori în 1881. Numele genului provine din grecescul Kekropis „femeie ateniană”.

## Specii
Genul conține nouă specii:
| Imagine | Denumire științifică  | Denumire comună                 | Distribuție |
| ------- | --------------------- | ------------------------------- | --- |
|         | Cecropis semirufa     | Rândunică cu pieptul roșu       | Sahara de la Eastern Cape la nord până la nordul Namibiei și sudul Angolei în vest și Mozambic în est, cu o zonă disjunsă de la Senegal la sud la nordul Angola, la est, până la Uganda, sud-vestul Keniei și nord-vestul Tanzaniei. |
|         | Cecropis senegalensis | Rândunică senegaleză            | sudul Mauritaniei și Senegal de la est până la vestul Sudanului de Sud apoi spre sud până în Namibia, nordul Botswanei, Zimbabwe, Mozambic și nord-estul Africii de Sud.                                                             |
|         | Cecropis abyssinica   | Rândunică cu dungi              | Africa Subsahariană din Sierra Leone și sudul Sudanului spre sud în estul Africii de Sud. |
|         | Cecropis cucullata    | Rândunică cu coroană roșie      | Africa de Sud, în principal în Africa de Sud, Namibia și sudul Zimbabwe. Este migrator iernând mai la nord în Angola, Tanzania și sudul Republicii Democrate Congo.                                                                  |
|         | Cecropis daurica      | Rândunică roșcată               | Portugalia și Spania până în Japonia, India, Sri Lanka și Africa tropicală |
|         | Cecropis domicella    | Rândunică vest africană         | Senegal până la estul Sudanului |
|         | Cecropis hyperythra   | Rândunică din Sri Lanka         | Sri Lanka |
|         | Cecropis striolata    | Rândunică mare cu dungi         | Asia de Sud și de Sud-Est până la nord-estul Indiei și Taiwan. |
|         | Cecropis badia        | Rândunică cu burtă brun-roșcată | Peninsula Malay |